# El Casar
El Casar é um município da Espanha na província de Guadalajara, comunidade autónoma de Castilla-La Mancha, de área 52 km² com população de 9000 habitantes (2004) e densidade populacional de 108,02 hab/km².

## Demografia
| Variação demográfica do município entre 1991 e 2004 | Variação demográfica do município entre 1991 e 2004 | Variação demográfica do município entre 1991 e 2004 | Variação demográfica do município entre 1991 e 2004 |
| --------------------------------------------------- | --------------------------------------------------- | --------------------------------------------------- | --------------------------------------------------- |
| 1991                                                | 1996                                                | 2001                                                | 2004                                                |
| 1368                                                | 2222                                                | 4047                                                | 5588                                                |